# AlMasria Universal Airlines
AlMasria Universal Airlines es una aerolínea con base en Egipto. Los planes para la nueva aerolínea fueron presentados en 2008. La segunda aerolínea de bandera pretende operar vuelos regulares a veinte destinos de Oriente Medio, Norte de África, y Europa. La aerolínea se convertirá en la única operadora egipcia privada cuando comience a operar a comienzos de 2009.
AlMasria es derivada de la palabra árabe para Egipto.

## Operaciones
Los planes para crear AlMasria Universal Airlines fueron anunciados en 2008. La compañía con base en El Cairo, ideada por cuatro empresarios egipcios. En una entrevista en abril de 2009 el presidente y consejero delegado de la compañía (y antiguo piloto), Hassan Aziz, sostuvo que la aerolínea comenzaría a operar en 2009 para aprovechar la ventaja de los bajos precios durante la crisis financiera global para cubrir la demanda de viajes aéreos a los principales países árabes. 
AlMasria entra en el mercado como una aerolínea de valor, ofreciendo precios especiales por reservar billetes con antelación o por teléfono o internet.
La aerolínea ha recibido su licencia de operación el 15 de abril, y actualmente efectúa vuelos de prueba en territorio egipcio. Se planean vuelos regulares desde el 1 de junio de 2009 a Trípoli y Jeddah.
La compañía planea ofrecer servicios de carga en el espacio libre en bodega de su flota de pasajeros.
El mantenimiento corre a cargo de EgyptAir bajo un acuerdo de servicio total, incluyendo el entretenimiento de tripulantes y de equipos técnicos. El servicio de atención en tierra corre a cargo de EgyptAir, a través de su compañía Egypt Aviation Services.

## Destinos
En diciembre de 2010 opera vuelos regulares internacionales en las siguientes rutas:
- Cairo - Aeropuerto Internacional de El Cairo
  - Ta’if - Aeropuerto Regional de Ta’if
  - Buraidah - Aeropuerto Regional Qassim
  - Tabuk - Aeropuerto Regional de Tabuk
  - Yanbu - Aeropuerto de Yanbu

- Alejandría - Aeropuerto Internacional de Alejandría
  - Kuwait - Aeropuerto Internacional de Kuwait
  - Jeddah - Aeropuerto Internacional Rey Abdulaziz

- Assiut - Aeropuerto de Assiut
  - Kuwait - Aeropuerto Internacional de Kuwait

En diciembre de 2009 la aerolínea se convirtió en la primera aerolínea internacional en operar vuelos al Aeropuerto de Yanbu de Arabia Saudita. En junio de 2010 la aerolínea repitió el hito con el Aeropuerto Regional Qassim. Previamente los aeropuertos tanto de Yanbu como de Qassim eran domésticos. Ambos destinos tienen como origen el Aeropuerto Internacional de El Cairo.
Otros destinos incluyen Europa y Oriente Medio con una especial mención a Baréin, Catar y Jordania además de Copenhague y Milán. AlMasria está también en diálogos para poder restablecer la unión entre El Cairo y Bagdad.

## Flota

### Flota Actual
En febrero de 2023 la flota consiste en:
La flota de la Aerolínea posee a febrero de 2023 una edad media de 18.8 años.
La flota de la aerolínea se centrará en el Airbus A320. El primer avión llegó a Egipto el Martes 14 de abril de 2009 y el segundo fue entregado durante mayo de 2009. Ambos aviones han sido alquilados a BOC Aviation
La intención de la aerolínea era tener tres A320 adicionales durante su primer año de operación. En 2014 se pretende tener diez aviones A320. "Nosotros efectuamos un alquiler del primer avión durante un periodo de tres años," dijo Aziz. "Tras cinco años deberíamos de ser capaces de comprar aviones directamente a Airbus en 2014."
AlMasria configurará los aviones con 180 asientos de clase turista, aunque no sea de manera estrícta una compañía de bajo coste.